# Rupert Onslow
Pour les articles homonymes, voir Onslow.
Rupert Charles William Bullard Onslow (16 juin 1967) est un homme d'affaires des assurances Lloyds. 
Il succède son père comme 8e comte d'Onslow à sa mort en 2011.

## Liens externes

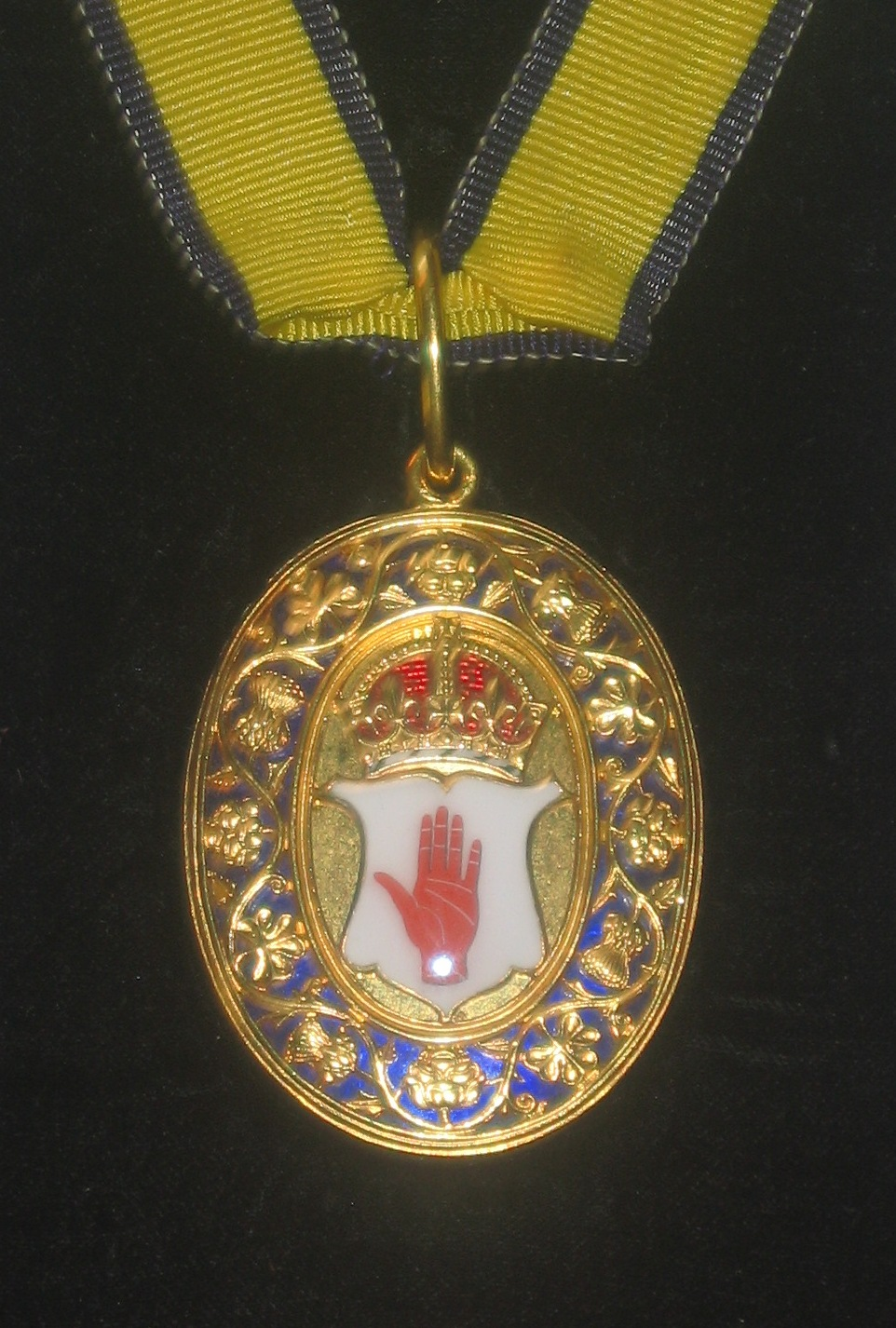
Insigne de baronnet